# Christopher Priest (historietista)
Christopher James Priest (Queens, 30 de junio de 1961) es un escritor de comic books, que a veces simplemente firma como Priest. Cambió su nombre legalmente alrededor de 1993.
Nació con el nombre de James Christopher Owsley.

## Biografía
Priest (nacido como Jim Owsley) irrumpió en el negocio de los cómics como escritor en 1982 a la edad de 21 años. Se unió al personal de la editorial Marvel Comics poco después, trabajando como editor asistente de Larry Hama en los títulos de Conan el Bárbaro.
A partir de 1985, Owsley fue durante varios años el editor de los libros de historietas de Spider-Man.
Desacuerdos personales y profesionales condujo a su destitución como director y su salida de Marvel.
Más tarde editó revistas de Impact Comics (de DC Comics).
Como escritor, Owsley/Priest trabajó en
Power Man y Iron Fist,
Conan el Bárbaro,
The Ray,
Steel,
Deadpool y
Pantera Negra (vol. 3).
Fue cocreador de la serie Quantum and Woody,
Xero,
y The Crew, entre otros.
Priest es ministro bautista.
En 1993 pasó a formar parte del grupo de escritores y artistas que pusieron en marcha Milestone Media, una editorial de cómics afiliada con DC Comics. Contribuyó al desarrollo de la original historia de la Biblia de Milestone y diseñó el logotipo de la empresa.
Se ha dicho que estaba destinado a convertirse en el redactor jefe de la empresa, pero problemas personales le obligaron a reducir su participación en el enlace entre DC y Milestone.

## Cambio de nombre
Poco después, se cambió el nombre de «Jim Owsley» a «Christopher Priest» por razones que solo mencionó en una entrevista acerca de que quería convertirse en un Priest (sacerdote) si su matrimonio ―que más tarde terminó en divorcio― no duraba mucho.
En la época en que Owsley trabajó con el personaje Green Lantern, antes de su cambio de nombre, introdujo un personaje llamado Priest. Él declaró que no tenía conocimiento de la existencia del novelista británico de ciencia ficción Christopher Priest.
Priest se refiere a sí mismo profesionalmente, ya sea como «Priest» o como «Christopher J. Priest».

## Obras

### Escritor
- The Marvel No-Prize Book #1 (Marvel Cómics, enero de 1983).
- Falcon #1-4 (Marvel Comics, noviembre de 1983-febrero de 1984).
- The Further Adventures of Indiana Jones #20-22 (Marvel Comics, agosto de 1984-octubre de 1984).
- Power Man and Iron Fist #111-125 (Marvel Comics, noviembre de 1984-septiembre de 1986).
- Conan the Barbarian #172-185 (Marvel Comics, julio de 1985-agosto de 1986).
- Conan the Barbarian #187-213 (Marvel Comics, octubre de 1986-diciembre de 1988) - (coescritor #202-213).
- Conan the Barbarian King-Size Annual #10-12 (Marvel Comics, 1985–1987).
- The Amazing Spider-Man #284-288 (Marvel Comics, enero de 1987-mayo de 1987).
- Spider-Man vs. Wolverine #1 (Marvel Comics, febrero de 1987).
- Action Comics Weekly #601-607 (DC Comics, mayo de 1988-julio de 1988) - (historia de Green Lantern).
- Green Lantern Special #1-2 (DC Comics, 1988–1989).
- "I, Whom the Gods Would Destroy." Marvel Graphic Novel #33 (Marvel Comics, 1988) - (historia de Thor).
- Action Comics Weekly #621-635 (DC Comics, octubre de 1988-enero de 1989) - (historia de Green Lantern; coescritor).
- The Unknown Soldier #1-12 (DC Comics, Winter 1988-diciembre de 1989) - (limited series).
- Conan the King #50-55 (Marvel Comics, enero de 1989-noviembre de 1989).
- Green Lantern: Emerald Dawn #1 (DC Comics, enero de 1989) - (miniserie).
- Arion the Immortal #1-6 (DC Comics, julio de 1992-diciembre de 1992).
- The Ray #1-28 (DC Comics, mayo de 1994-agosto de 1996).
- Justice League Task Force #18-37 (DC Comics, diciembre de 1994-agosto de 1996).
- The Ray Annual #1 (DC Comics, 1995).
- Triumph #1-4 (DC Comics, junio de 1995-septiembre de 1995) - (miniserie).
- Doom Link (DC Comics, 1995) - (Superman & Batman Elseworlds one-shot).
- Hawkman #31-33 (DC Comics, abril de 1996-junio de 1996).
- Total Justice #1-3 (DC Comics, octubre de 1996-noviembre de 1996) - (miniserie).
- Steel #34-52 (DC Comics, enero de 1997-julio de 1998).
- Wonder Woman Plus #1 (DC Comics, enero de 1997) - (with Jesse Quick; one-shot).
- Xero #1-12 (DC Comics, mayo de 1997-abril de 1998).
- Quantum and Woody #1-21 (Acclaim Comics, junio de 1997-febrero de 2000).
- JLX Unleashed #1 (Marvel Comics, junio de 1997).
- Solar, Man of the Atom: Hell on Earth #1-4 (Acclaim Comics [Valiant], enero de 1998-abril de 1998) - (limited series).
- Concrete Jungle: The Legend of the Black Lion #1 (Acclaim Comics, abril de 1998).
- Ka-Zar #14-17 (Marvel Comics, junio de 1998-septiembre de 1998).
- GOAT: H.A.E.D.U.S. #1 (Acclaim Comics, agosto de 1998).
- Wonder Woman #137-138, 1,000,000 (DC Comics, septiembre de 1998-noviembre de 1998).
- Black Panther (vol. 2) #1-56, 59-62 (Marvel Comics, noviembre de 1998-mayo de 2003, julio de 2003-septiembre de 2003).
- Turok/Shadowman #1 (Acclaim Comics, febrero de 1999).
- Impulse: Bart Saves the Universe #1 (DC Comics, marzo de 1999).
- Deadpool #34-41, 43-45 (Marvel Comics, noviembre de 1999-junio de 2000, agosto de 2000-octubre de 2000).
- Batman: The Hill #1 (DC Comics, mayo de 2000).
- Legends of the DC Universe #30-32 (DC Comics, julio de 2000-septiembre de 2000) - (historia de Wonder Woman).
- The Crew #1-7 (Marvel Comics, julio de 2003-enero de 2004).
- Captain America and the Falcon #1-14 (Marvel Comics, mayo de 2004-junio de 2005).

### Guionista
- Conan the Barbarian King-Size Annual #8 (Marvel Comics, 1983).
- "The Beast." The Savage Sword of Conan #91 (Marvel Comics, agosto de 1983).
- "The Chain!" The Savage Sword of Conan #91 (Marvel Comics, agosto de 1983).
- "One Night at the Maul." The Savage Sword of Conan #99 (Marvel Comics, abril de 1984).
- Marvel Team-Up #141 (Marvel Comics, mayo de 1984).
- Power Man and Iron Fist #108 (Marvel Comics, agosto de 1984), coescritor.
- "The Vezek Inn." The Savage Sword of Conan #109 (Marvel Comics, febrero de 1985).
- Peter Parker, the Spectacular Spider-Man #105-106 (Marvel Comics, agosto de 1985-septiembre de 1985), coescritor.
- "The Conquest of Kiurkan." Amazing High Adventure #2 (Marvel Comics, septiembre de 1985).
- Daredevil #224 (Marvel Comics, noviembre de 1985).
- Moon Knight (vol. 2) #6 (Marvel Comics, diciembre de 1985).
- Peter Parker, the Spectacular Spider-Man #111 (Marvel Comics, febrero de 1986) - (Secret Wars II crossover).
- "At the Altar of the Goat God." The Savage Sword of Conan #125 (Marvel Comics, junio de 1986), coescritor.
- Thor #370 (Marvel Comics, agosto de 1986).
- "Curse of the Ageless Ones!" The Savage Sword of Conan #128 (Marvel Comics, septiembre de 1986).
- Peter Parker, the Spectacular Spider-Man Annual #7 (Marvel Comics, 1987).
- Web of Spider-Man #29-30 (Marvel Comics, agosto de 1987-septiembre de 1987).
- Daredevil #246 (Marvel Comics, septiembre de 1987).
- Web of Spider-Man #37 (Marvel Comics, abril de 1988).
- "Phantasm." The Savage Sword of Conan #153 (Marvel Comics, octubre de 1988).
- "The Secret Origin of Green Lantern." Secret Origins #36 (DC Comics, enero de 1989).
- Batman #431-432 (DC Comics, marzo de 1989-abril de 1989).
- "Brothers." The Savage Sword of Conan #160 (Marvel Comics, mayo de 1989).
- Batman Annual #13 (DC Comics, 1989).
- "The Sting." Marvel Super-Heroes (vol. 3) #13 (Marvel Comics, abril de 1993) - (historia de Iron Man).
- "Checkmate." Marvel Super-Heroes (vol. 3) #13 (Marvel Comics, abril de 1993) - (historia de Iron Man).
- Black Canary #8 (DC Comics, agosto de 1993).
- Wonder Woman #88-89 (DC Comics, julio de 1994-agosto de 1994).
- Justice League America #92 (DC Comics, septiembre de 1994) - (Zero Hour crossover).
- Justice League International #68 (DC Comics, septiembre de 1994) - (Zero Hour crossover).
- Justice League Task Force #16 (DC Comics, septiembre de 1994) - (Zero Hour crossover).
- Catwoman Annual #1 (DC Comics, 1994) - (historia de Elseworlds).
- Superman: The Man of Steel Annual #3 (DC Comics, 1994) - (historia de Elseworlds).
- Solar, Man of the Atom #44-45 (Acclaim Comics [Valiant], mayo de 1995-junio de 1995).
- Showcase '96 #2 (DC Comics, febrero de 1996) - (historia de Circe).
- "Huntress: Exposure." Batman Chronicles #4 (DC Comics, Spring 1996) - (historia de Huntress).
- Justice League America Annual #10 (DC Comics, 1996).
- "Hammered." Team Superman Secret Files #1 (DC Comics, mayo de 1998).
- "Revelations." JLA 80-Page Giant #1 (DC Comics, julio de 1998) - (historia de Aquaman & Wonder Woman).
- "The Professional." Flash 80 Page Giant #1 (DC Comics, agosto de 1998) - (historia de Jesse Quick).
- "Heroes." JLA Secret Files #2 (DC Comics, agosto de 1998).
- Legends of the DC Universe #12-13 (DC Comics, enero de 1999-febrero de 1999) - (historia de Justice League of America).
- "Phases." Green Lantern 80 Page Giant #2 (DC Comics, junio de 1999).
- "The Game." JLA 80-Page Giant #2 (DC Comics, noviembre de 1999).
- Hourman #20 (DC Comics, noviembre de 2000).
- Incredible Hulk (vol. 2) #33 (Marvel Comics, diciembre de 2001).
- "Masks." Marvel Double-Shot #2 (Marvel Comics, febrero de 2003) - (historia de Doctor Doom).
- Thor (vol. 2) #59 (Marvel Comics, abril de 2003).

### Editor
- Conan the Barbarian King-Size Annual #8 (Marvel Comics, 1983) - (assistant editor).
- King Conan #17-19 (Marvel Comics, julio de 1983-noviembre de 1983).
- Conan the King #20 (Marvel Comics, enero de 1984).
- Marvel Tales #174-177 (Marvel Comics, abril de 1985-julio de 1985) - (reprint editor).
- Peter Parker, the Spectacular Spider-Man #101 (Marvel Comics, abril de 1985).
- Peter Parker, the Spectacular Spider-Man #103-121 (Marvel Comics, junio de 1985-diciembre de 1986).
- Peter Parker, the Spectacular Spider-Man #123 (Marvel Comics, febrero de 1987).
- Peter Parker, the Spectacular Spider-Man Annual #5-6 (Marvel Comics, 1985–1986).
- Web of Spider-Man #1-21 (Marvel Comics, abril de 1985-diciembre de 1986).
- Web of Spider-Man Annual #1 (Marvel Comics, 1985).
- The Amazing Spider-Man #264-283 (Marvel Comics, mayo de 1985-diciembre de 1986).
- The Amazing Spider-Man Annual #20 (Marvel Comics, 1986).
- Mark Hazzard: Merc #1-5 (Marvel Comics, noviembre de 1986-marzo de 1987).
- Spider-Man Comics Magazine #1 (Marvel Comics, enero de 1987).
- Dragonlance #26-32 (DC Comics, enero de 1991-julio de 1991).
- Spelljammer #5-15 (DC Comics, enero de 1991-noviembre de 1991).
- The Question Quarterly #3-5 (DC Comics, Autumn 1991-Spring 1992).
- The Comet #7-18 (DC Comics [Impact], enero de 1992-diciembre de 1992).
- The Comet Annual #1 (DC Comics [Impact], 1992).
- The Ray #1-6 (DC Comics, febrero de 1992-julio de 1992) - (miniserie).
- The Jaguar Annual #7-14 (DC Comics [Impact], marzo de 1992-octubre de 1992).
- The Jaguar Annual #1 (DC Comics [Impact], 1992).
- The Crusaders #1-8 (DC Comics [Impact], mayo de 1992-diciembre de 1992).
- Arion the Immortal #1-6 (DC Comics, julio de 1992-diciembre de 1992).
- Black Condor #2-12 (DC Comics, julio de 1992-mayo de 1993).
- The Legend of the Shield #13-16 (DC Comics [Impact], julio de 1992-octubre de 1992).
- The Legend of the Shield Annual #1 (DC Comics [Impact], 1992).
- The Crucible #1-6 (DC Comics [Impact], febrero de 1993-julio de 1993).